# James Achurch
James Achurch, född 21 januari 1928, död 5 november 2015, var en australisk friidrottare. Han deltog vid olympiska sommarspelen 1956.